# 星が丘元町
星が丘元町（ほしがおかもとまち）は、愛知県名古屋市千種区の地名。丁目は設定されていない。住居表示実施。

## 地理
名古屋市千種区南東部に位置する。東は名東区、西から南は田代町字瓶杁、北は井上町・田代町字鹿子殿、北東は星ケ丘に接する。

## 歴史

### 沿革
- 1985年（昭和60年）10月27日 - 千種区井上町・田代町の各一部により、同区星が丘元町として成立[1]。同時に住居表示を実施[3]。

## 世帯数と人口
2019年（平成31年）1月1日の世帯数と人口は以下の通りである。
| 町丁       | 世帯数  | 人口    |
| ---------- | ------- | ------- |
| 星が丘元町 | 551世帯 | 1,015人 |

### 人口の変遷
国勢調査による人口の推移
| 1990年（平成2年）  | 1,160人 | [ 4 ]     |  |
| 1995年（平成7年）  | 1,152人 | [ 5 ]     |  |
| 2000年（平成12年） | 1,034人 | [ WEB 6 ] |  |
| 2005年（平成17年） | 1,325人 | [ WEB 7 ] |  |
| 2010年（平成22年） | 1,323人 | [ WEB 8 ] |  |
| 2015年（平成27年） | 1,339人 | [ WEB 9 ] |  |

## 学区
市立小・中学校に通う場合、学校等は以下の通りとなる。また、公立高等学校に通う場合の学区は以下の通りとなる。
| 番・番地等 | 小学校                 | 中学校               | 高等学校 |
| ---------- | ---------------------- | -------------------- | -------- |
| 全域       | 名古屋市立星ヶ丘小学校 | 名古屋市立東星中学校 | 尾張学区 |

## 施設
- 名古屋三越星ヶ丘店
  - 三越映画劇場
- 星が丘テラス
  - 三菱UFJ銀行星ヶ丘支店[2]
- 三井住友銀行星ヶ丘支店・藤が丘支店・一社支店
- 十六銀行星が丘支店
- 名古屋市立菊里高等学校[2]
- 星ヶ丘ボウル - 2023年12月5日営業終了
- 星が丘自動車学校[2]
- 椙山女学園大学[2][注釈 1]
  - 椙山歴史文化館
- NTT西日本東山ビル[2]
  - 星のまち保育園
- 天理教愛昭分教会[2]
- 杉田病院[2]
- 星が丘元町緑地

2003年（平成15年）4月1日供用開始。

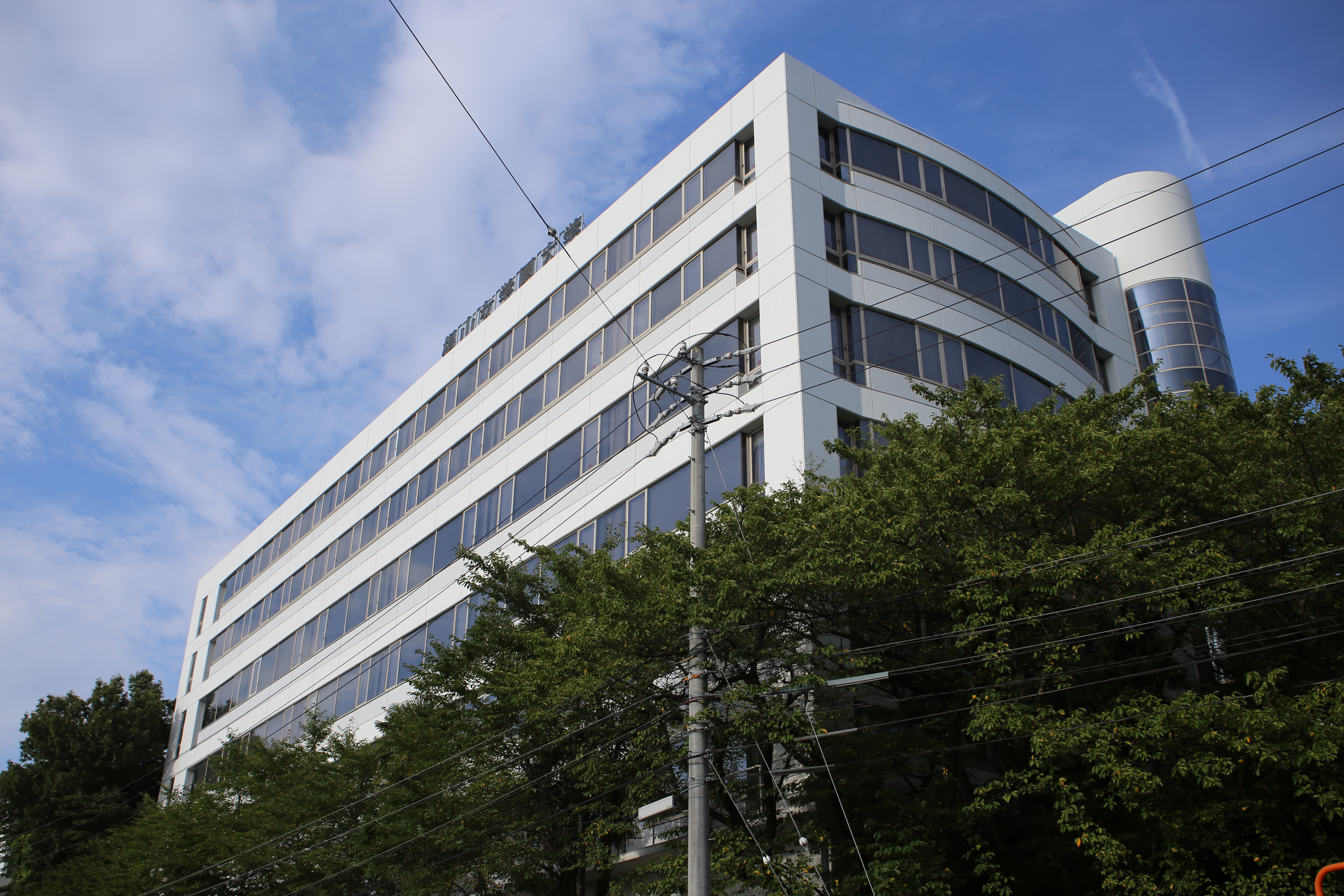
椙山女学園大学星ヶ丘キャンパス
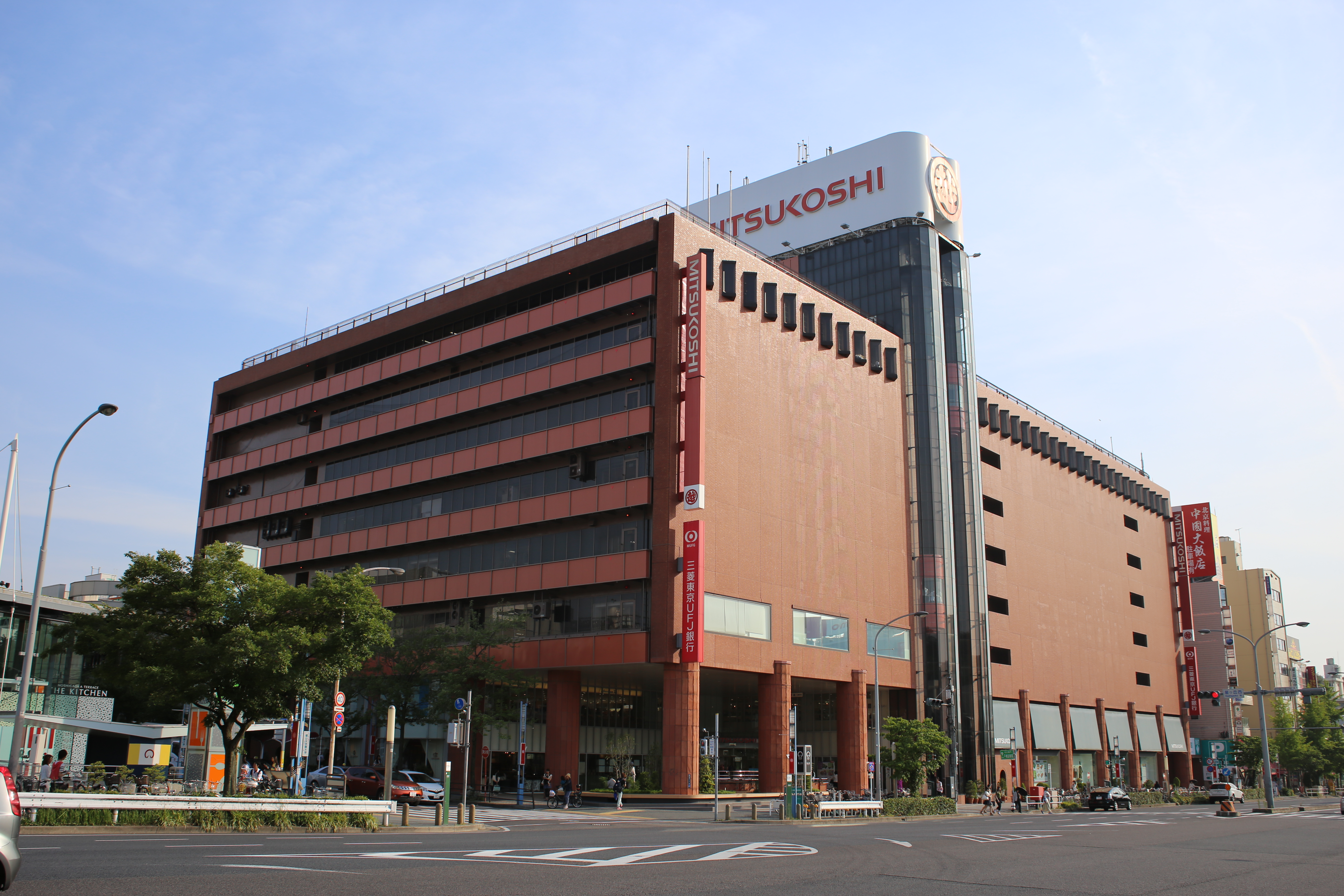
星ヶ丘三越
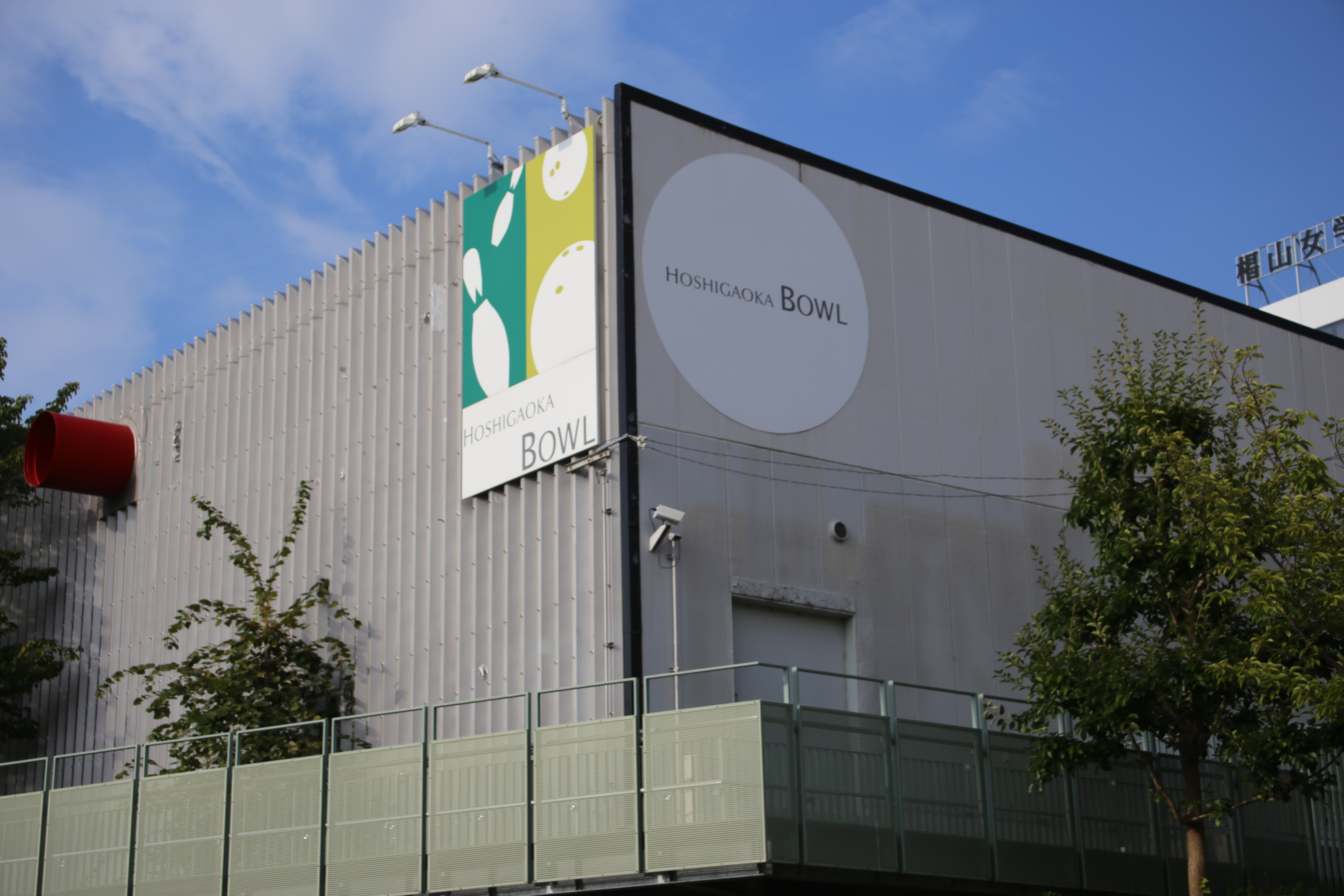
星ヶ丘ボウル
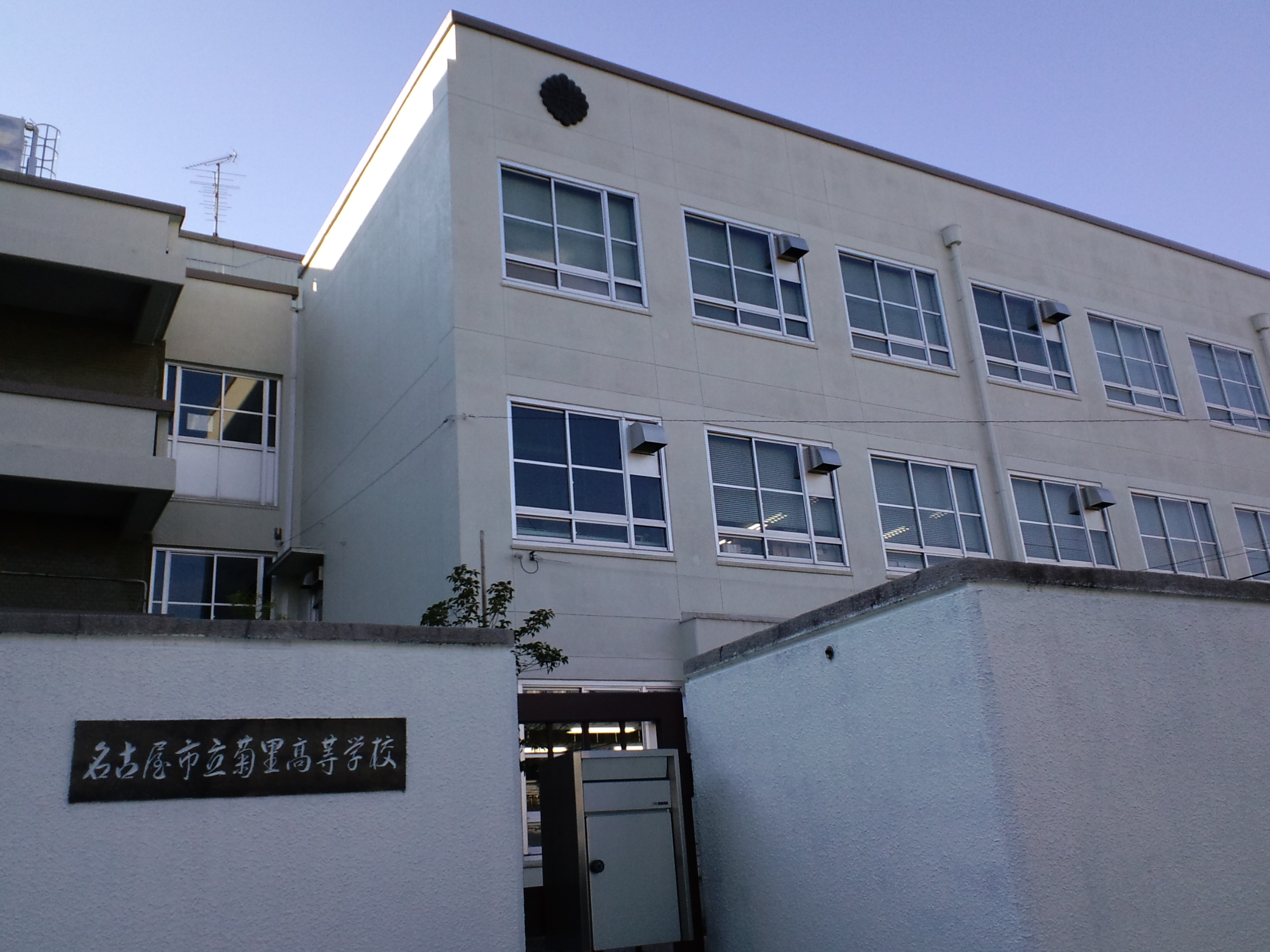
名古屋市立菊里高等学校

## 交通

### 鉄道
- 名古屋市営地下鉄東山線 星ヶ丘駅（5・6番出入口および三越連絡通路）

### 道路
- 東山通（愛知県道60号名古屋長久手線）
- 愛知県道217号岩藤名古屋線

## その他

### 日本郵便
- 郵便番号 : 464-0802[WEB 3]（集配局：千種郵便局[WEB 13]）。